# 7月10日
7月10日（しちがつとおか）は、グレゴリオ暦で年始から191日目（閏年では192日目）にあたり、年末まであと174日ある。

## できごと

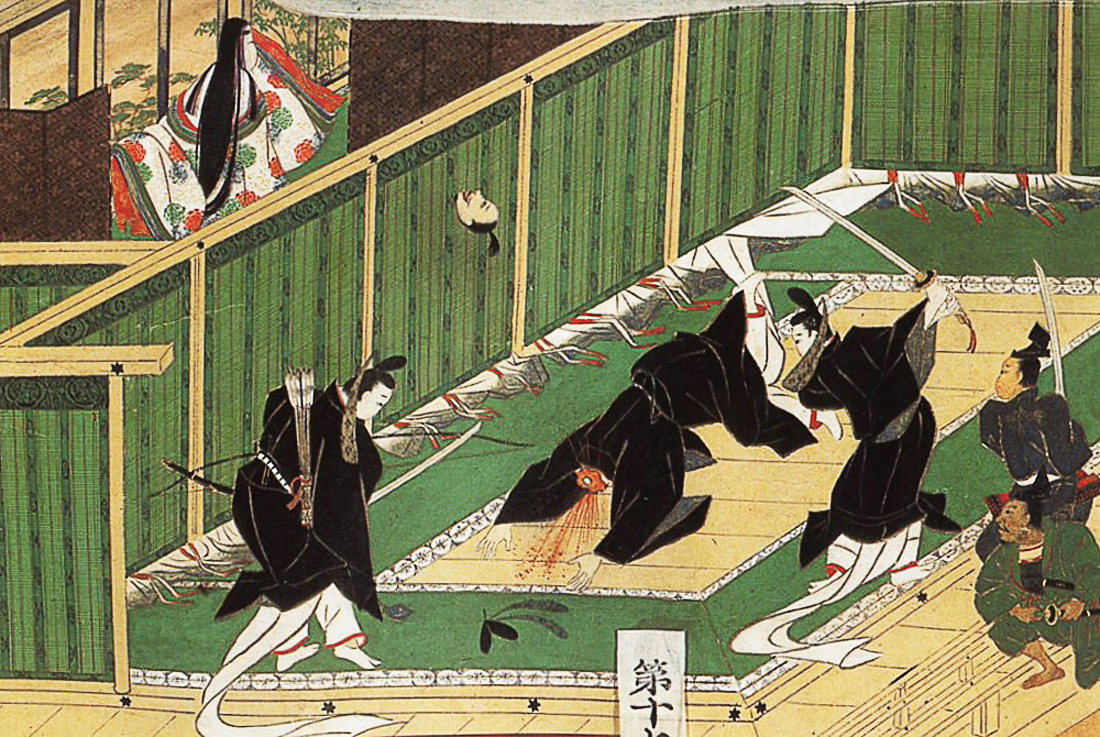
乙巳の変 (645)、蘇我入鹿が暗殺される。

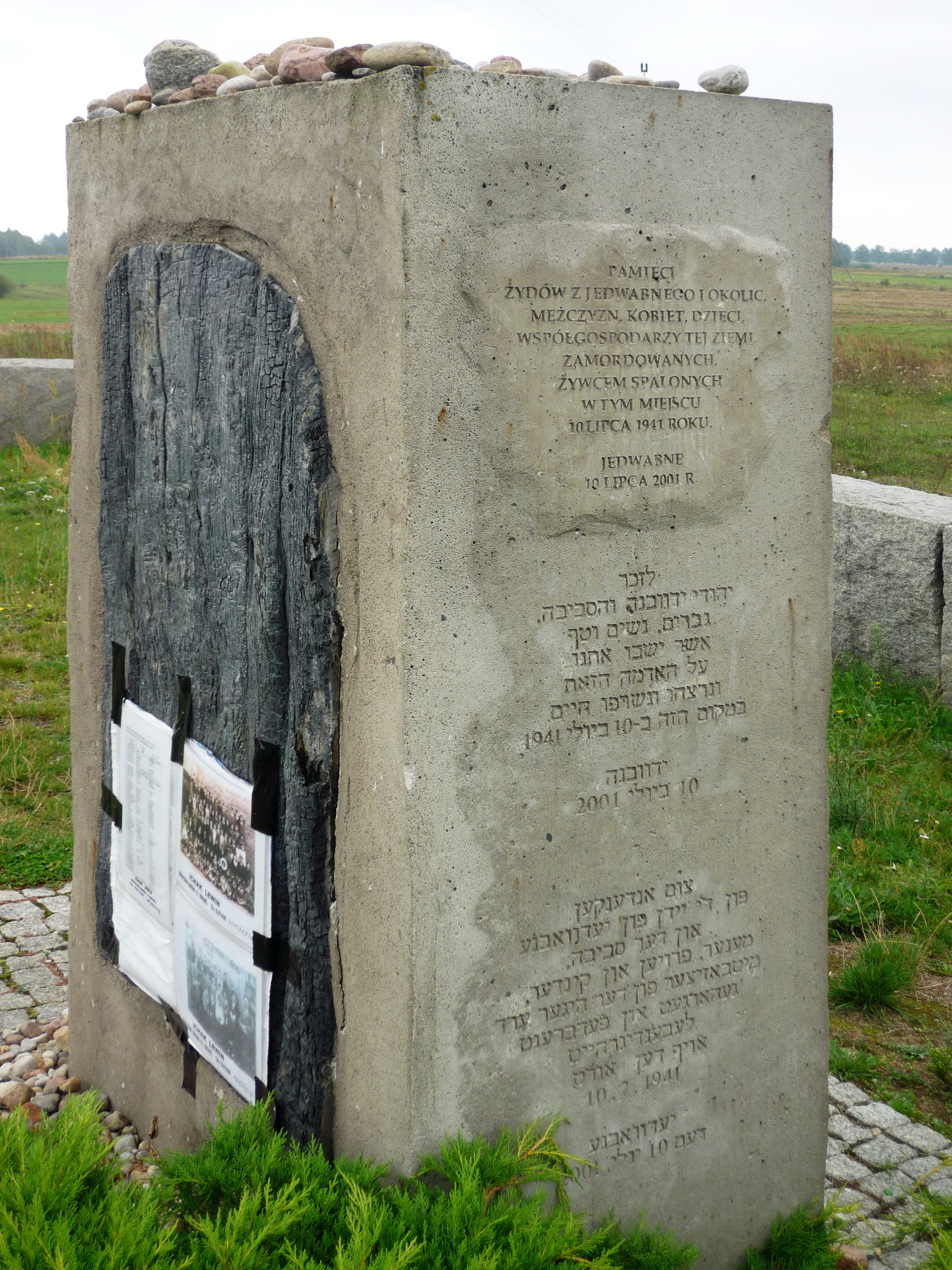
ポーランド人によるユダヤ人虐殺、イェドヴァブネ事件 (1941)。画像は記念碑

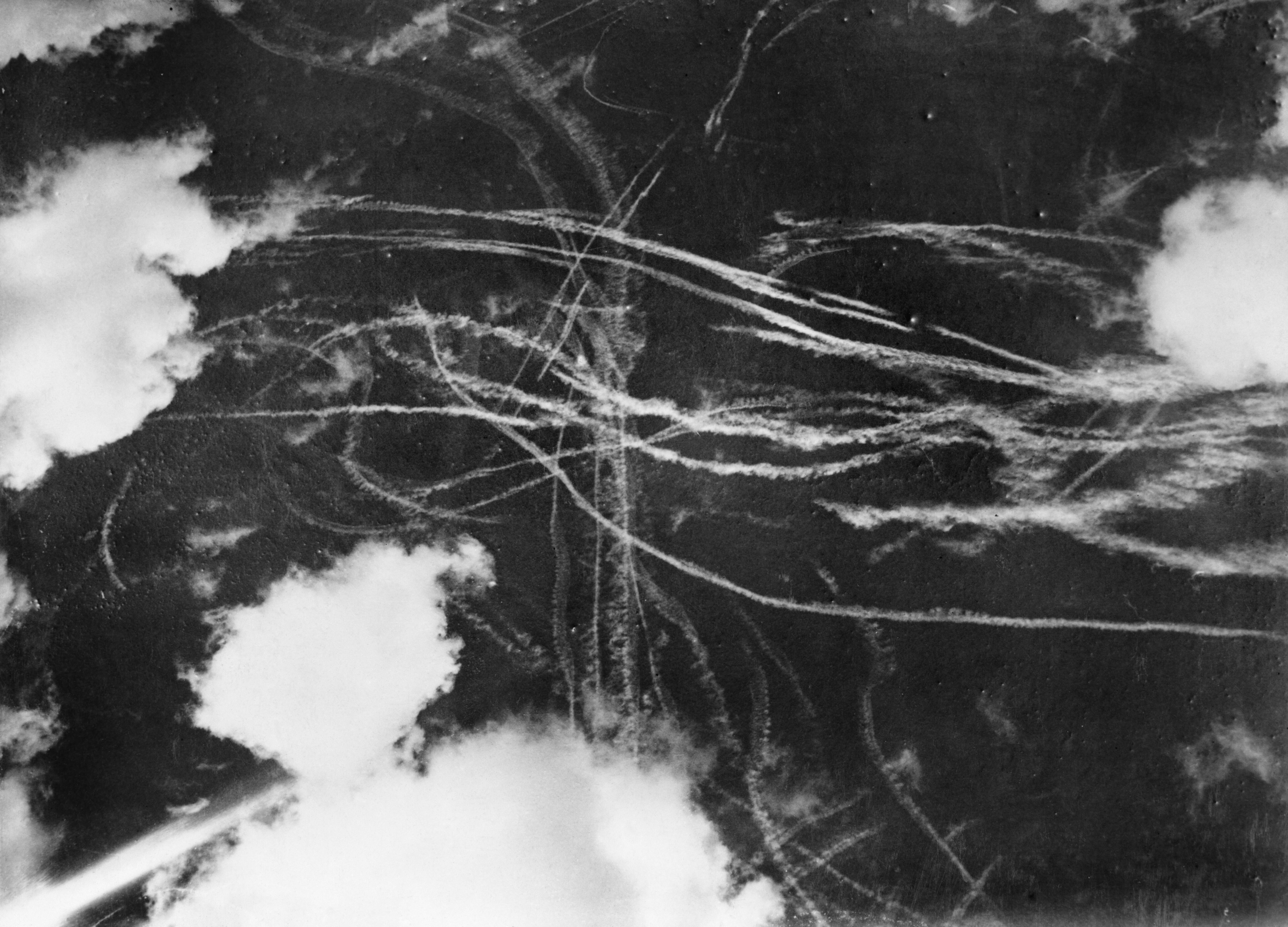
第二次世界大戦、イギリスの制空権を争うバトル・オブ・ブリテンはじまる (1940)

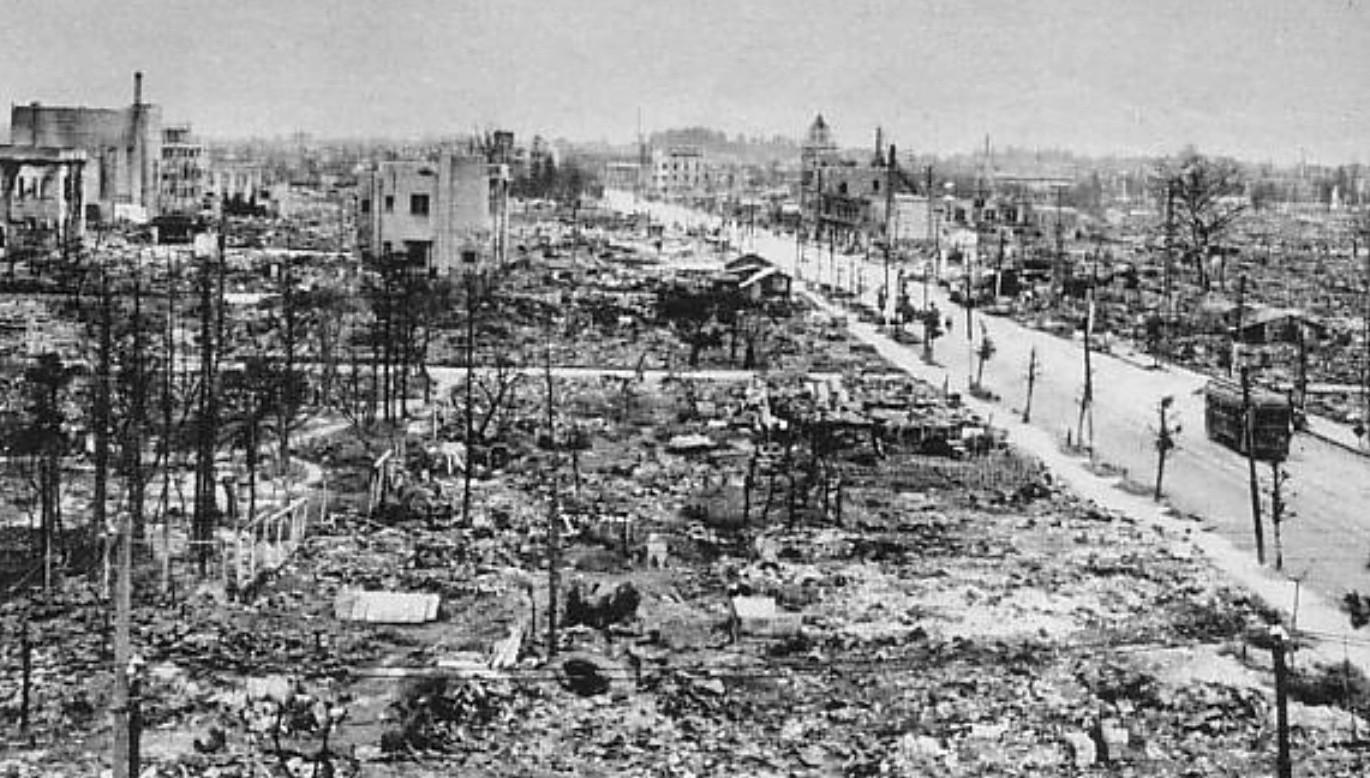
仙台空襲 (1945)

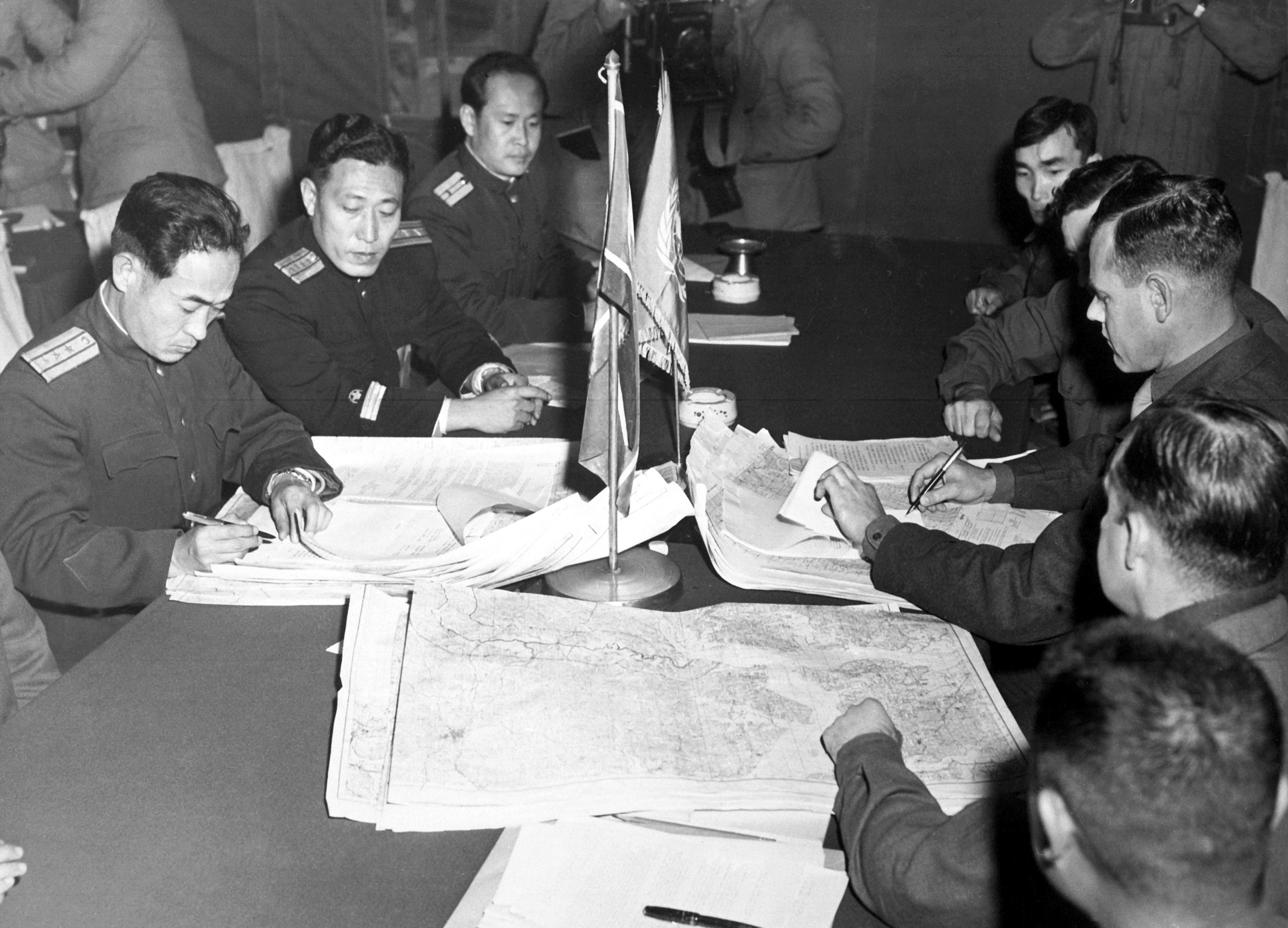
開城で朝鮮戦争の休戦会談開始 (1951)。画像は10月11日の会談

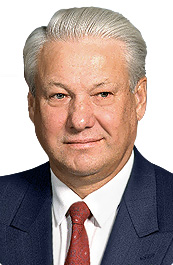
ボリス・エリツィン、ロシアの初代大統領に就任 (1991)

- 紀元前48年 - ローマ内戦: デュッラキウムの戦い
- 645年（皇極天皇4年6月12日） - 乙巳の変で蘇我入鹿が暗殺される。
- 1170年（嘉応2年5月25日） - 奥州の藤原秀衡が鎮守府将軍に任命される。
- 1205年（元久2年6月22日） - 畠山重忠の乱: 北条時政が武蔵・二俣川で畠山重忠一族を討つ。
- 1460年 - 薔薇戦争: ノーサンプトンの戦い。
- 1553年 - ノーサンバランド公ジョン・ダドリーがジェーン・グレイのイングランド女王即位を宣言。後に、19日に即位を宣言したメアリー1世により逮捕・処刑される。
- 1584年 - 八十年戦争: ウィレム1世（沈黙公）がスペイン方のフランス人により暗殺される。
- 1804年（文化元年6月4日） - 象潟地震。秋田の象潟湖が地震による海底隆起で陸地になる。
- 1821年 - アメリカとスペインの間のアダムズ＝オニス条約が発効。アメリカがフロリダを獲得。
- 1888年 - 大阪の朝日新聞社が買収した『めさまし新聞』が『東京朝日新聞』（現在の朝日新聞東京本社発行による朝日新聞）に改題して新創刊。
- 1890年 - ワイオミング準州が州に昇格し、アメリカ合衆国44番目の州・ワイオミング州となる。
- 1908年 - ヘイケ・カメルリング・オネスによって初のヘリウムの液化に成功。
- 1911年 - 日本体育協会（現・日本スポーツ協会）創立。
- 1912年 - 東京・有楽町にて日本初のタクシー会社「タクシー自働車株式会社」設立[1]。同年8月5日に営業開始。
- 1925年 - メヘル・バーバーが悟りを得て、以降1969年に亡くなるまでの44年間声を発しなくなる。 (en:Silence Day)
- 1927年 - 岩波文庫創刊[2]。
- 1932年 - 日本共産党が機関紙「赤旗」紙上で32年テーゼを発表。
- 1936年 - コム・アカデミー事件。左派系の学識者を治安維持法違反の容疑で一斉検挙[3]。
- 1939年 - イェドヴァブネ事件。ポーランド・イェドヴァブネで非ユダヤ系住人がユダヤ人を虐殺。
- 1940年 - 第二次世界大戦: フランスのヴィシー政権が第三共和政憲法を廃棄し、フィリップ・ペタンを国家主席とすることだけを定めた新憲法を採択。
- 1940年 - 第二次世界大戦: バトル・オブ・ブリテンが始まる。
- 1943年 - 第二次世界大戦: ハスキー作戦が始まる。
- 1945年 - 第二次世界大戦・日本本土空襲: 仙台空襲。
- 1945年 - 第二次世界大戦・帝室博物館（東京・奈良）の美術品観覧を停止する[4]。
- 1947年 - 沖縄県石垣市が市制施行。
- 1948年 - 建設院が省に昇格して建設省が設置される。
- 1951年 - 朝鮮戦争: 開城で朝鮮戦争の休戦会談を開始。
- 1962年 - 当時世界最大のタンカー「日章丸」が進水。
- 1962年 - アメリカが世界初の能動型通信衛星テルスター1号を打ち上げ。
- 1966年 - 特撮テレビ番組『ウルトラマン』第1回の放送となる『ウルトラマン前夜祭 ウルトラマン誕生』が放送される。
- 1969年 - 同和対策事業特別措置法公布。
- 1972年 - 月刊『ぴあ』創刊。
- 1973年 - バハマがイギリスより独立。
- 1973年 - パキスタンの国民議会が、バングラデシュを承認する権限をズルフィカール・アリ・ブット大統領に認めた[5]。
- 1973年 - 実業家ジャン・ポール・ゲティの孫のジョン・ポール・ゲティがローマで誘拐される。
- 1974年 - 沖縄県の伊江島で在日米軍による伊江島事件が起こる。
- 1976年 - イタリアのセベソにある除草剤トリクロロフェノール製造工場で爆発事故が発生し住民にダイオキシンの被害が多数発生する（セベソ事故）。
- 1978年 - ABCニュース (アメリカ)の報道番組のABCイブニング・ニュースが番組名変更、『ワールド・ニュース・トゥナイト』が放送開始。
- 1978年 - モーリタニアで無血クーデター。大統領モクタル・ウルド・ダッダが失脚。
- 1985年 - フランスの核実験阻止のために活動していた環境保護団体、グリーンピースの「虹の戦士」号が爆破され沈没（レインボー・ウォーリア号事件）。フランス情報機関DGSEの犯行。
- 1986年 - 集中豪雨（昭和61年7月豪雨）により、鹿児島県鹿児島市でがけ崩れが発生し、18人が死亡。
- 1991年 - ボリス・エリツィンがロシアの初代大統領に就任。
- 1995年 - ミャンマーの軍事政権が1989年以来続いていたアウンサンスーチーの自宅軟禁を解除。
- 1997年 - 鹿児島県出水市境町針原地区で、7日から降り続いた雨により土石流が発生。死者21人。
- 1998年 - 日本最初の立体商標が登録される。
- 1998年 - 寝台特急「サンライズ出雲・瀬戸」の運行が始まる。
- 2003年 - 香港の高速道路・屯門公路からバスが転落。死者22人、負傷者20人の大惨事に（屯門公路2階建てバス転落事故）。
- 2003年 - 新潟少女監禁事件の最高裁判所判決。懲役11年とした原審を破棄自判し、懲役14年とする。判決は確定。
- 2004年 - NTTドコモが「おサイフケータイ」のサービスを開始。
- 2005年 - ルクセンブルクで欧州憲法批准の是非を問う国民投票が行われ、56.5%の賛成により可決。
- 2005年 - 宇宙航空研究開発機構 (JAXA) がX線天文衛星「すざく」を打上げ。
- 2007年 - MLBオールスターゲームで、イチロー（シアトル・マリナーズ）がオールスターゲーム史上初のランニングホームラン。日本人初のMVPに輝く。
- 2014年 - 五所川原エフエム開局。
- 2016年 - 日本で第24回参議院議員通常選挙が行われた。
- 2018年 - タムルアン洞窟の遭難事故: 洞窟内に閉じ込められた13人の救出が完了[6]。
- 2022年 - 日本で第26回参議院議員通常選挙が行われた[7]。

## 誕生日

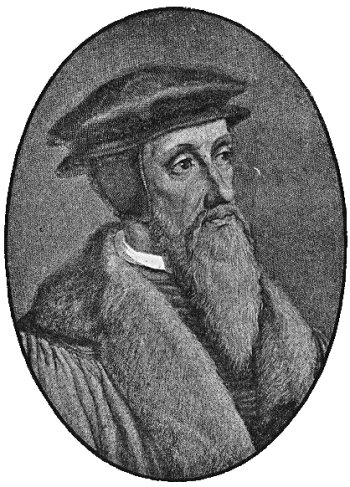
キリスト教宗教改革初期の指導者、ジャン・カルヴァン(1509-1564)誕生。

| 突然、思い出が甦ってきた。この味は、コンブレーで日曜の朝にレオニーおばさんの部屋におはようを言いに行くと、紅茶か科の花茶に浸してから僕にくれたマドレーヌの小さな一切れの味だ。――『失われた時を求めて』「コンブレー」(1913) |

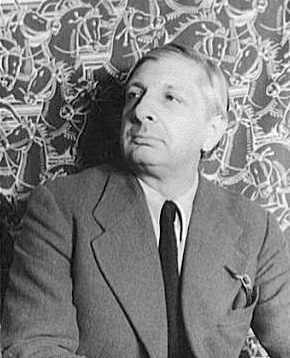
画家・彫刻家、ジョルジョ・デ・キリコ(1888-1978)誕生。

- 1205年（元久2年6月22日） - 北条政村、鎌倉幕府第7代執権（+ 1273年）
- 1419年（応永26年6月18日） - 後花園天皇、第102代天皇（+ 1470年）
- 1509年 - ジャン・カルヴァン、キリスト教指導者（+ 1564年）
- 1632年（寛永9年5月23日） - 鍋島光茂、第3代肥前国佐賀藩主（+ 1700年）
- 1696年（元禄9年6月12日） - 柳沢時睦、甲斐国甲府新田藩主・初代越後国三日市藩主（+ 1750年）
- 1722年（享保7年5月27日） - 柳沢里旭、第3代越後国黒川藩主（+ 1736年）
- 1753年（宝暦3年6月10日） - 松平親賢、第7代豊後国杵築藩主（+ 1802年）
- 1759年 - ピエール＝ジョゼフ・ルドゥーテ、画家（+ 1840年）
- 1789年（寛政元年6月18日） - 梁川星巌、漢詩人（+ 1858年）
- 1792年 - ジョージ・ダラス、政治家、第11代アメリカ合衆国副大統領（+ 1864年）
- 1808年（文化5年6月17日） - 松平信賢、第8代駿河国小島藩主（+ 1873年）
- 1809年 - フリードリッヒ・アウグスト・クヴェンシュテット、地質学者、古生物学者（+ 1889年）
- 1830年 - カミーユ・ピサロ、画家（+ 1903年）
- 1834年 - ジェームズ・マクニール・ホイッスラー、画家（+ 1903年）
- 1835年 - ヘンリク・ヴィエニャフスキ、ヴァイオリニスト、作曲家（+ 1880年）
- 1847年（弘化4年5月28日） - 物集高見、国文学者（+ 1928年）
- 1851年 - フリードリヒ・フォン・ヴィーザー、経済学者（+ 1926年）
- 1856年 - ニコラ・テスラ、電気技師、発明家（+ 1943年）
- 1869年 - カンドー・カールマーン、鉄道技師、発明家（+ 1931年）
- 1871年 - マルセル・プルースト、作家（+ 1922年）
- 1883年 - 相馬御風、詩人、評論家（+ 1950年）
- 1883年 - サム・ウッド、映画監督（+ 1949年）
- 1886年 - 高島象山、易者（+ 1959年）
- 1888年 - ジョルジョ・デ・キリコ、画家（+ 1978年）
- 1888年 - 今和次郎、民俗学者（+ 1973年）
- 1888年 - 賀川豊彦、社会運動家（+ 1960年）
- 1890年 - 川島正次郎、政治家（+ 1970年）
- 1894年 - 武知勇記、政治家（+ 1963年）
- 1895年 - カール・オルフ、作曲家（+ 1982年）
- 1896年 - 小西得郎、プロ野球監督（+ 1977年）
- 1897年 - 花菱アチャコ、漫才師（+ 1974年）
- 1900年 - 金丸重嶺、写真家（+ 1977年）
- 1903年 - ジョン・ウィンダム、SF作家（+ 1969年）
- 1903年 - ヴェルナー・ベスト、ナチス・ドイツデンマーク総督（+ 1989年）
- 1907年 - 吉行あぐり、美容師（+ 2015年）
- 1917年 - 市田夏生、元プロ野球選手
- 1920年 - オーウェン・チェンバレン、物理学者（+ 2006年）
- 1920年 - 飯田龍太、俳人（+ 2007年）
- 1923年 - 飯田善国、彫刻家、現代美術家、詩人（+ 2006年）
- 1924年 - ボボ・ブラジル、プロレスラー（+ 1998年）
- 1925年 - マハティール・ビン・モハマド、政治家、マレーシア第4代・7代首相
- 1928年 - ベルナール・ビュフェ、画家（+ 1999年）
- 1930年 - 左右田一平、俳優（+ 2012年）
- 1930年 - 和久峻三、推理作家、弁護士（+ 2018年）
- 1930年 - 石黒忠、元プロ野球選手
- 1930年 - 川瀬宏之、元プロ野球選手
- 1931年 - 来宮良子、声優（+ 2013年）
- 1931年 - 三船正俊、元プロ野球選手（+ 2012年）
- 1931年 - アリス・マンロー、作家（+2024年）
- 1932年 - 市田ひろみ、服飾評論家、エッセイスト、女優（+2022年）
- 1933年 - 山之内秀一郎、東日本旅客鉄道初代副社長（+2008年）
- 1934年 - 米倉斉加年、俳優（+ 2014年）
- 1934年 - 君野健一、元プロ野球選手
- 1936年 - 平吉毅州、作曲家（+ 1998年）
- 1936年 - 西大立目永、元野球選手（+ 2002年）
- 1937年 - 若生照元、元プロ野球選手
- 1938年 - リー・モーガン、ジャズトランペット奏者（+ 1972年）
- 1939年 - 石田博三、元プロ野球選手（+ 2023年）
- 1939年 - 太田枝雄、元プロ野球選手
- 1941年 - 岩尾孝幸、元プロ野球選手（+ 1993年）
- 1943年 - アーサー・アッシュ、テニス選手（+ 1993年）
- 1944年 - 土屋紘、元プロ野球選手
- 1945年 - 松島トモ子、女優
- 1945年 - 森功至、声優
- 1945年 - バージニア・ウェード、テニス選手
- 1945年 - ハル・マクレー、元プロ野球選手
- 1946年 - 古関正裕、著作家、ミュージシャン（元ヴィレッジ・シンガーズ）
- 1948年 - 榎本直樹、元プロ野球選手
- 1951年 - 大杉久美子、歌手
- 1951年 - 天現寺竜、俳優
- 1952年 - 一龍斎春水、声優、講談師
- 1952年 - 柴田義之、俳優
- 1953年 - 憲仁親王妃久子、皇族
- 1953年 - 神林長平、SF作家
- 1953年 - 伊藤政則、音楽評論家
- 1954年 - ニール・テナント、ミュージシャン（ペット・ショップ・ボーイズ）
- 1954年 - 吉村よう、声優（+ 1991年）
- 1954年 - 平田英之、元プロ野球選手（+ 2013年）
- 1954年 - ジョン・サイズ、調教師
- 1955年 - 野崎昌一、アナウンサー
- 1955年 - 矢崎和彦、経営者
- 1956年 - 大川浩、元プロ野球選手
- 1958年 - フィオナ・ショウ、女優
- 1958年 - 布施博、俳優
- 1961年 - 鴻野淳基、元プロ野球選手
- 1961年 - ジャッキー・チュン（張学友）、歌手、俳優
- 1961年 - 木村竹志、元プロ野球選手
- 1961年 - 清水美恵、歌手
- 1964年 - 高橋雅裕、元プロ野球選手
- 1964年 - 村山由佳、小説家
- 1964年 - 松谷竜二郎、元プロ野球選手
- 1964年 - アーバン・マイヤー、アメリカンフットボールコーチ
- 1965年 - アレック・マパ、俳優、コメディアン、作家
- 1965年 - 黒田茂夫、実業家
- 1965年 - 星野美香、卓球選手
- 1966年 - 飯干隆子、スーツアクター、女優
- 1966年 - 土平ドンペイ、俳優
- 1967年 - 沢村一樹、俳優、元ファッションモデル
- 1967年 - リー・スティーブンス、元プロ野球選手
- 1967年 - 西秋元喜、タレント
- 1968年 - チバユウスケ、ミュージシャン（The Birthday、元THEE MICHELLE GUN ELEPHANT)（+ 2023年）
- 1968年 - 高山トモヒロ、漫才師、お笑いタレント
- 1968年 - 木内レイコ、声優
- 1968年 - 杉江勇次、気象予報士
- 1969年 - 増本庄一郎、俳優
- 1970年 - 角田久美子、元アナウンサー
- 1971年 - 竹下慎太郎、元プロ野球選手
- 1971年 - 桂林寛、競艇選手
- 1971年 - GEN CHAMAC、ミュージシャン（GELUGUGU）
- 1972年 - しんがぎん、漫画家（+ 2002年）
- 1972年 - 藤原道山、尺八演奏家、作曲家
- 1973年 - みずしな孝之、漫画家
- 1974年 - 小原舞、政治家
- 1975年 - 山上由紀子、元騎手
- 1976年 - 若の里忍、元大相撲力士
- 1976年 - リュドヴィク・ジュリ、サッカー選手
- 1977年 - 北原奈々子、元タレント
- 1977年 - 鳥羽の山喜充、元大相撲力士
- 1978年 - 小泉孝太郎、俳優
- 1978年 - 佐藤夕美子、女優
- 1978年 - 柴崎行雄、アナウンサー
- 1978年 - 武田勝、元プロ野球選手
- 1978年 - 斎藤義典、元野球選手
- 1978年 - TETSUYA、ドラマー（元GELUGUGU）
- 1978年 - 琴国晃将、元大相撲力士
- 1979年 - 韓盛治、ミュージカル俳優
- 1979年 - コン・ユ、俳優
- 1980年 - 志村正彦、ミュージシャン（フジファブリック）（+ 2009年）
- 1983年 - 角田誠、サッカー選手
- 1983年 - ガビ、サッカー選手
- 1983年 - キム・ヒチョル、アイドル（SUPER JUNIOR）
- 1983年 - 中西雅哉、ミュージシャン、ドラマー（THE ORAL CIGARETTES）
- 1984年 - 田中圭、俳優
- 1984年 - 七條祐樹、元プロ野球選手
- 1984年 - マルク・ゴンサレス、サッカー選手
- 1984年 - 鎌田麻里名、女優
- 1984年 - 桑原基、声優
- 1985年 - マリオ・ゴメス、元サッカー選手
- 1985年 - 朴主永、サッカー選手
- 1985年 - 中村北斗、サッカー選手
- 1985年 - 松中みなみ、タレント
- 1985年 - 渡辺瞳、女優
- 1985年 - 渡部あきのり、プロボクサー
- 1985年 - 大住真梨子、元タレント
- 1985年 - 加藤真輝子、元アナウンサー
- 1986年 - 石川雄洋、元プロ野球選手
- 1986年 - ワイアット・ラッセル[8]、俳優、元プロアイスホッケー選手
- 1986年 - 山田親太朗、元ファッションモデル、元俳優、元タレント
- 1986年 - 朴炳鎬、プロ野球選手
- 1987年 - 矢崎広、俳優、声優
- 1987年 - 橘あんり、女優、ミュージカル女優
- 1987年 - ジョニー・ジアボテラ、元プロ野球選手
- 1987年 - 松井佑介、元プロ野球選手
- 1987年 - 中原恵司、実業家、元プロ野球選手
- 1987年 - 宇津木めぐみ、タレント、フットサル選手
- 1988年 - 森島孝浩、プロレスのレフェリー
- 1988年 - 花形綾沙、元俳優
- 1989年 - 山本斉、元プロ野球選手
- 1989年 - 林丹丹、元女優
- 1989年 - 虎南有香、タレント、元アイドル（元風男塾・赤園虎次郎）
- 1990年 - 原隆二、プロボクサー
- 1990年 - 千代の国憲輝、元大相撲力士、年寄25代佐ノ山
- 1990年 - ユーナン・オケイン、サッカー選手
- 1990年 - 姜里湖、元プロ野球選手
- 1990年 - 林曼婷、サッカー選手
- 1990年 - エレナ・ルンガルディエル、スキージャンプ選手
- 1991年 - 前田敦子、女優（元AKB48）
- 1991年 - 市川まさみ、元AV女優、タレント
- 1991年 - 大翔丸翔伍、大相撲力士
- 1991年 - 石川俊輝、サッカー選手
- 1991年 - チョン・ユミン、女優
- 1991年 - ニキータ・カツァラポフ、フィギュアスケート選手
- 1992年 - 三宅ひとみ、元タレント、元アイドル（元アイドリング!!!17号）
- 1992年 - 三好晃祐、声優
- 1992年 - 佐藤玲、女優
- 1992年 - 上野耕平、サクソフォーン奏者
- 1993年 - 八木俊彦、元俳優
- 1993年 - 木之前葵、騎手
- 1993年 - 田中ショータイム、芸人（フースーヤ）
- 1994年 - 岩見雅紀、元プロ野球選手
- 1994年 - 勝田梨乃、元アイドル（元SUPER☆GiRLS）
- 1994年 - チェ・スビン、女優
- 1994年 - 横川尚隆、ボディビルダー、タレント
- 1996年 - ムン・ガヨン、女優、モデル
- 1997年 - 加藤玲奈、ファッションモデル（元AKB48）
- 1997年 - 初瀬亮、サッカー選手
- 1999年 - サン、アイドル（ATEEZ）
- 1999年 - 山田康太、サッカー選手
- 2001年 - 森田ひかる、アイドル（櫻坂46）
- 2001年 - 伊藤明里、サッカー選手
- 2001年 - 立石凛、声優（MyGO!!!!!）
- 2002年 - 池間夏海、モデル、女優
- 2002年 - 川床明日香、女優、ファッションモデル
- 2002年 - 大木美里亜、ファッションモデル、タレント
- 2002年 - 小日向みゆう、AV女優
- 2003年 - 里仲菜月、アイドル（Task have Fun）
- 2003年 - 水上凜巳花、アイドル（元HKT48）
- 2004年 - 門別啓人、プロ野球選手
- 生年不詳 - 坂上晶、声優
- 生年不詳 - 原洋史、俳優、声優

## 忌日

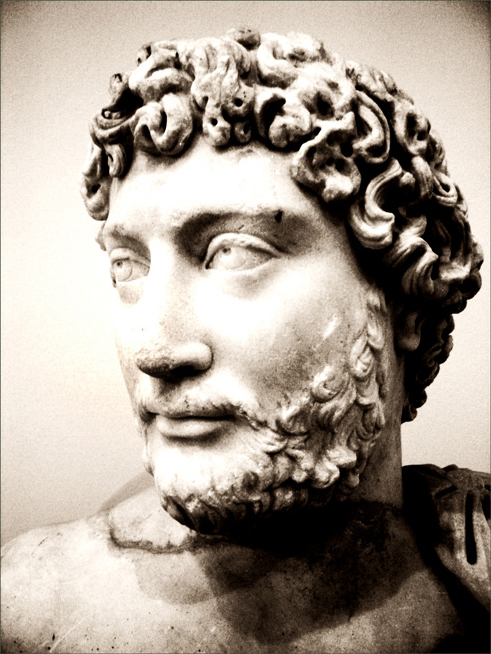
ローマ皇帝ハドリアヌス(76-138)没。

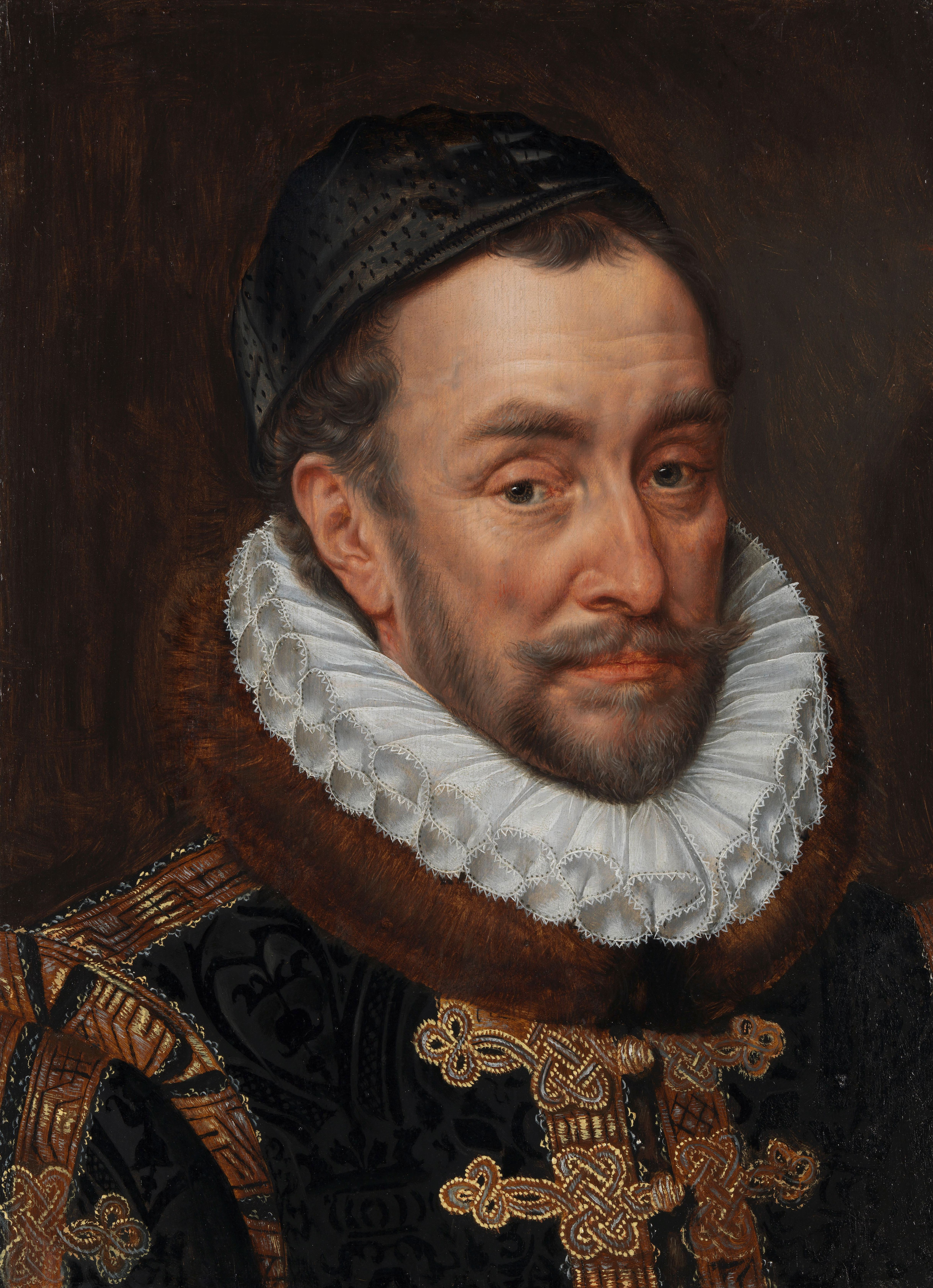
オランダの事実上の初代君主、オラニエ公「沈黙公」ウィレム1世(1533-1584)暗殺。

### 人物
- 138年 - ハドリアヌス、ローマ皇帝（* 76年）
- 645年（皇極天皇4年6月12日） - 蘇我入鹿、蘇我蝦夷の子（生年不詳）
- 649年（貞観23年5月24日） - 太宗[要出典]、第2代唐皇帝（* 599年）
- 1099年 - エル・シッド、カスティーリャの貴族（* 1045年）
- 1290年 - ラースロー4世、ハンガリー王（* 1262年）
- 1460年 - ハンフリー・スタッフォード、バッキンガム公（* 1402年）
- 1480年 - ルネ・ダンジュー、ナポリ王（* 1409年）
- 1559年 - アンリ2世、フランス王（* 1519年）
- 1584年 - ウィレム1世、オラニエ公（* 1533年）
- 1587年（天正15年6月5日） - 島津家久、戦国武将、島津貴久の四男（* 1547年）
- 1641年（寛永18年6月3日） - 有馬直純、延岡藩主（* 1586年）
- 1698年（元禄11年6月3日） - 佐々宗淳、彰考館総裁、佐々木助三郎のモデル（* 1640年）
- 1799年（寛政11年6月8日） - 長沢芦雪、絵師（* 1754年）
- 1806年 - ジョージ・スタッブス、画家（* 1724年）
- 1839年 - フェルナンド・ソル、作曲家、ギタリスト（* 1778年）
- 1851年 - ルイ・ジャック・マンデ・ダゲール、画家、発明家（* 1787年）
- 1884年 - ポール・モーフィー、チェス選手（* 1837年）
- 1910年 - ヨハン・ゴットフリート・ガレ、天文学者（* 1812年）
- 1913年 - 有栖川宮威仁親王、皇族、海軍軍人（* 1862年）
- 1920年 - ジョン・アーバスノット・フィッシャー、イギリス海軍提督（* 1841年）
- 1935年 - ポール・ハインズ、プロ野球選手（* 1855年）
- 1940年 - ドナルド・フランシス・トーヴィー、音楽学者（* 1875年）
- 1941年 - ジェリー・ロール・モートン、ジャズピアニスト、作曲家（* 1890年）
- 1949年 - 尾上菊五郎 (6代目)、歌舞伎役者（* 1885年）
- 1954年 - カロジェロ・ヴィッツィーニ、シチリアマフィアのボス（* 1877年）
- 1957年 - ショーレム・アッシュ、小説家（* 1880年）
- 1957年 - ウォルター・ヤコブソン、フィギュアスケート選手（* 1882年）
- 1965年 - 御園生崇男、元プロ野球選手（* 1916年）
- 1974年 - 田淵寿郎、土木工学者、都市計画家（* 1890年）
- 1978年 - 荒木俊馬、天文学者（* 1897年）
- 1979年 - アーサー・フィードラー、指揮者（* 1894年）
- 1982年 - 太田正孝、政治家（* 1886年）
- 1989年 - メル・ブランク、声優（* 1908年）
- 1993年 - 井伏鱒二、小説家（* 1898年）
- 1994年 - 永末英一、政治家（* 1918年）
- 1998年 - 須藤出穂、脚本家（* 1923年）
- 2002年 - 松田耕平、実業家、東洋工業（現マツダ）4代目社長、広島東洋カープ2代目オーナー（* 1922年）
- 2002年 - 佐原真、考古学者、国立歴史民俗博物館名誉教授（* 1932年）
- 2003年 - 澤井裕、民法学者、関西大学名誉教授（* 1930年）
- 2004年 - 岩崎純三、政治家、第11代総務庁長官（* 1924年）
- 2004年 - マリア・デ・ルルデス・ピンタシルゴ、政治家、ポルトガル初の女性首相（* 1930年）
- 2005年 - 松平永芳、海軍軍人、陸上自衛官、神職、靖国神社宮司（* 1915年）
- 2006年 - 篠竹幹夫、元アメリカンフットボール選手、日本大学アメリカンフットボール部元監督（* 1932年）
- 2006年 - 甲斐智枝美、歌手、タレント（* 1963年）
- 2007年 - 小川隆司、実業家、元トンボ鉛筆社長（* 1925年）
- 2008年 - 青木廣彰（ロッキー青木）、実業家、米国ベニハナ（英語版）創業者、冒険者（* 1938年）
- 2008年 - 戸塚洋二、物理学者、東京大学特別栄誉教授（* 1942年）
- 2009年 - 安川敬二、実業家、元安川電機社長（* 1916年）
- 2009年 - ゼナ・マーシャル、女優（* 1926年）
- 2009年 - BT、07th Expansionのメンバー（* 生年不詳）
- 2010年 - 枝川弘、映画監督（* 1917年)
- 2010年 - つかこうへい、作家（* 1948年）
- 2011年 - ピエレット・アラリー、コロラトゥーラ歌手（* 1921年）
- 2011年 - ローラン・プティ、バレエダンサー、振付家（* 1924年）
- 2011年 - 瀬川昌男、SF作家、科学解説の書き手、児童読物作家（* 1931年）
- 2011年 - 高木昭作、日本史学者、東京大学名誉教授（* 1936年）
- 2013年 - 田辺節郎、実業家、元宝塚映画製作所代表取締役、元アルナ工機社長、元宝塚音楽学校校長（* 1915年）
- 2013年 - 田村圓澄、日本史学者、仏教史学者、九州大学名誉教授（* 1917年）
- 2013年 - 具玉姫、プロゴルファー（* 1956年）
- 2014年 - 宮林昭彦、浄土宗僧侶、仏教学者、大本山光明寺法主（* 1932年）
- 2015年 - 9代目入船亭扇橋、落語家（* 1931年）
- 2015年 - オマル・シャリーフ、俳優（* 1932年）
- 2015年 - ロジャー・リース、俳優（* 1944年）
- 2016年 - 佐野泉、実業家、元ガンバ大阪社長（* 1944年）
- 2017年 - 三世市山松翁、日本舞踊家、市山流二世宗家（* 1941年）
- 2018年 - 鈴木智、俳優（* 1934年）
- 2019年 - ドロシー・トイ・フォン、ダンサー（* 1917年）
- 2019年 - ヴァレンティナ・コルテーゼ、女優（* 1923年）
- 2019年 - ジム・バウトン、プロ野球選手、スポーツキャスター（* 1939年）
- 2020年 - 後藤達郎、実業家、元ホテルオークラ社長（* 1911年）
- 2020年 - 白善燁、軍人、外交官、政治家、実業家（* 1920年）
- 2020年 - ミロシュ・ヤケシュ、政治家、元チェコスロバキア共産党第一書記（* 1922年）
- 2020年 - 岡井隆、歌人（* 1928年）
- 2020年 - 清水曻、政治家、元茨城県ひたちなか市長、旧勝田市長（* 1932年）
- 2020年 - ジャック・チャールトン、サッカー選手、指導者、元アイルランド代表監督（* 1935年）
- 2020年 - 吉川進、映像プロデューサー（* 1935年）
- 2020年 - ララ・ファン・ライフェン、ショートトラックスピードスケート選手（* 1992年）
- 2020年 - 鷹野日南、アイドル（KissBee）（* 2000年）
- 2021年 - 原田実、アマチュア囲碁棋士（* 1936年）
- 2021年 - 保苅瑞穂、フランス文学者、東京大学・獨協大学名誉教授（* 1937年）
- 2021年 - ヨアヒム・ザウター、メディアアーティスト、デザイナー（* 1959年）
- 2021年 - トラビス・フルトン、総合格闘家（* 1977年）
- 2022年 - 藤井裕久、政治家、元大蔵官僚、第12代財務大臣、 第98 - 99代大蔵大臣（* 1932年）
- 2022年 - 仲川利久、テレビプロデューサー、演出家（* 1934年）
- 2022年 - 山下惣一、農民作家（* 1936年）
- 2023年 - 奥平真治、調教師（* 1936年）
- 2023年 - 岡田義弘、政治家、元兵庫県三田市長（* 1937年）
- 2023年 - 桑原功、政治家（* 1945年）
- 2024年 - 上山保彦、実業家、元住友生命保険社長（* 1929年）
- 2024年 - 臼井孝之、実業家、元ロイヤルホテル社長（* 1932年）
- 2024年 - ジョー・エングル、空軍軍人、パイロット、宇宙飛行士（* 1932年）
- 2024年 - マーク・ナーラヴ、計量経済学者、農業経済学者（* 1933年）
- 2024年 - 徳田虎雄、医師、政治家、医療法人徳洲会グループ創設者（* 1938年）
- 2024年 - デイヴィッド・ロギンス、歌手、ソングライター、ミュージシャン（* 1947年）
- 2024年 - 中村靖日、俳優（* 1972年）
- 2025年 - 岩崎京子、児童文学作家（* 1922年）
- 2025年 - 佐藤教男、化学工学者、電気化学者、北海道大学名誉教授（* 1927年）
- 2025年 - 小野純朗、実業家、元近畿車両社長（* 1931年）
- 2025年 - 朴琦緖、バス運転手、タクシー運転手、市民運動家、殺人犯（* 1948年）

### 人物以外（動物など）
- 1999年 - ゴーゴーゼット、競走馬（* 1991年）

## 記念日・年中行事

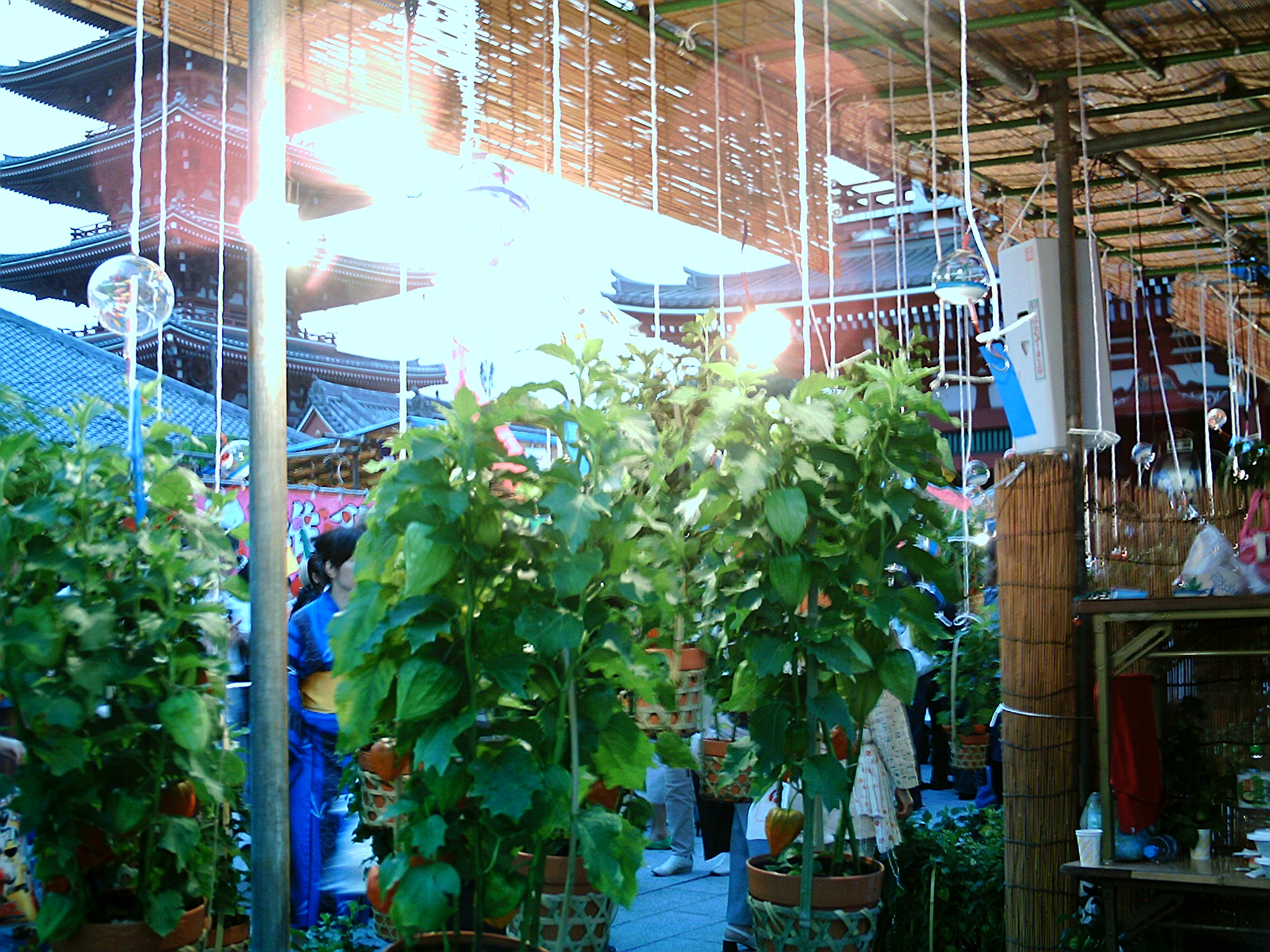
浅草寺のほおずき市・四万六千日

- 独立記念日（ バハマ）
1973年のこの日、バハマがイギリスより独立した。
- 四万六千日（ 日本）
浅草の浅草寺では、7月9日、7月10日の両日に参詣すると四万六千日分の参詣をしたに等しい利益があるといわれている。
- ウルトラマンの日（ 日本）
1966年（昭和41年）のこの日、特撮番組『ウルトラマン』が放送開始されたことを記念し、日本記念日協会に申請して認定を受けた[9]。前番組『ウルトラQ』の最終話が急遽放送されないことになったため、穴埋めとしてこの前日に行われたウルトラマンの宣伝イベントの模様を「ウルトラマン前夜祭」として放映した。
2013年（平成25年）のこの日、『新ウルトラマン列伝』内にて円谷プロダクション創立50周年記念作品『ウルトラマンギンガ』の第1話が放送された。
2021年（令和3年）のこの日、『ウルトラマンティガ』25周年に関連する番組として『ウルトラマントリガー NEW GENERATION TIGA』の第1話が放送された。
- 納豆の日（ 日本）
1981年（昭和56年）、関西での納豆の消費を拡大させるため、関西納豆工業協同組合が7月10日の語呂合わせで「納豆の日」を作った。1992年（平成4年）には、全国納豆工業協同組合連合会が改めて「納豆の日」を設定した[10]。
- ブナピーの日（ 日本）
ブナピーはホクト株式会社が2002年（平成14年）に開発したブナシメジの新品種商品であり、発売された日付けをもって日本記念日協会の認定を受けた。
- STOP！迷惑メールの日（ 日本）
一般財団法人日本データ通信協会「迷惑メール相談センター」が制定。迷惑メールの被害の予防と、利用者のリテラシー向上、防止技術の普及と促進が目的。日付は同センターが開設された2002年7月10日から[11]。
- 指笛の日（ 日本）
2006年（平成18年）に沖縄の指笛愛好家グループ「指笛王国おきなわ」が設定した。
- 潤滑油の日（ 日本）
全国石油工業協同組合が日本記念日協会に申請して認定された。由来は「710」を逆さにすると「OIL」になることから[12][13]。
- 植物油の日（ 日本）
日本植物油協会が1994年（平成6年）に設定。「710」を逆さにすると「OIL」になることから。のちに、「テンプラ油」の「テン」から毎月10日の記念日に変更されている。
- 国土建設記念日（ 日本、- 2000年）
1948年（昭和23年）のこの日、建設院が省に昇格して建設省となったことを記念したもの。2001年（平成13年）の中央省庁再編により、運輸省・国土庁等と合併して国土交通省となったことにより、国土交通省設置法公布の日（7月16日）の国土交通Dayに移行した。